# Aleksandr Mal'cev (hockeista su ghiaccio)
Aleksandr Nikolaevič Mal'cev (in russo Александр Николаевич Мальцев?; Kirovo-Čepeck, 20 aprile 1949) è un ex hockeista su ghiaccio sovietico.

## Biografia
Vinse due medaglie d'oro alle olimpiadi invernali: quella ai XI Giochi olimpici invernali e ai XII Giochi olimpici invernali e nei XIII Giochi olimpici invernali ottenne una medaglia d'argento.